# Riccia gangetica
Riccia gangetica là một loài rêu trong họ Ricciaceae. Loài này được Ahmad mô tả khoa học đầu tiên năm 1942.
Danh pháp khoa học của loài này chưa được làm sáng tỏ. 